# Невинность мусульман
«Невинность мусульман», или «Невиновность мусульман» (англ. Innocence of Muslims), — антиисламский короткометражный фильм, снятый в США, написанный и продюсированный Накула Басел Накула. В июле 2012 года на YouTube были загружены две версии 14-минутного видео под заголовками «Настоящая жизнь Мухаммеда» и «Трейлер к фильму Мухаммеда». Ролики, дублированные на арабский язык, были загружены в начале сентября 2012 года. Антиисламский контент был добавлен в постпродакшн путём дублирования, без ведома актёров.
Видео рассказывает о жизни пророка Мухаммеда в оскорбительной форме, изображая его гомосексуалом и «полным идиотом». Также в видео делаются намёки на то, что Мухаммед был рождён в результате внебрачной связи.

## Авторы
Режиссёром фильма является проживающий в США 55-летний Накула Басела Накула, настоящее имя Марк Бэссли Юсуф (Mark Basseley Youssef), также известный как Сэм Баджил или Сэм Бэсил, представляющийся египетским христианином. Накула сообщил, что умышленно сделал этот провокационный шаг, поскольку считает ислам «раковой опухолью на теле человечества», и создавал фильм с целью поддержки коптских христиан, которым, по его мнению, угрожает ислам. Пастор Терри Джонс был причастен к созданию фильма, а затем занимался его продвижением. Автором большей части видеоряда является 65-летний порнорежиссёр Алан Робертс, настоящее имя которого Роберт Браунелл. По словам его делового партнёра, Браунелл снимал картину «Рыцари пустыни», которую потом без его ведома заново дублировали, добавили эпизоды с новыми актёрами, поменяли озвучку и имена.
В 2011 году Накула был приговорён в США к 21 месяцу тюрьмы и штрафу в 795 700 долларов за чековые махинации в одном из американских банков. Также сообщается, что Накула арестовывался и ранее за хранение запрещённых препаратов, за что был осуждён на 1 год заключения, а затем провёл ещё один год за решёткой за нарушение правил условного освобождения.
Соавтор антиисламского фильма «Невинность мусульман» Накула Басели Накула, арестованный в Лос-Анджелесе благодаря журналистскому расследованию, не получит права освобождения под залог. Представители американских судебных властей сочли, что он нарушил условия своего освобождения, назначенного после признания виновным в мошенничестве в 2010 году.

## Сюжет
Фильм саркастически изображает пророка Мухаммеда как женолюбца и безжалостного убийцу.

## Съёмки
В съёмках принимали участие 80 актёров и членов съёмочной группы. Объявление о кастинге было размещено в нескольких изданиях для актёров. В объявлении фильм имел рабочее название «Воин пустыни» (англ. Desert Warrior) и характеризовался как «исторический фильм о приключениях в аравийской пустыне».
По словам актёров, пророка Мухаммеда и упоминаний ислама в сценарии не было. Сами актёры утверждают, что они не знали про антиисламский характер фильма, а ряд фраз при дубляже был изменён.
Бюджет фильма, по данным создателей, составил 5 млн. долларов США, которые якобы были получены от 100 еврейских спонсоров. Однако, как отмечает CNN, судя по трейлеру фильма, он является малобюджетным.

## Критика
Президент США Барак Обама назвал «Невинность мусульман» «грубым и отвратительным», однако подчеркнул, что никакой фильм не может стать оправданием насилия. В своей ежегодной речи перед Генеральной ассамблеей ООН 25 сентября он заявил, что, по его мнению, этот фильм — оскорбление не только для мусульман, но и для Америки, сообщает Associated Press.

## Протестные акции

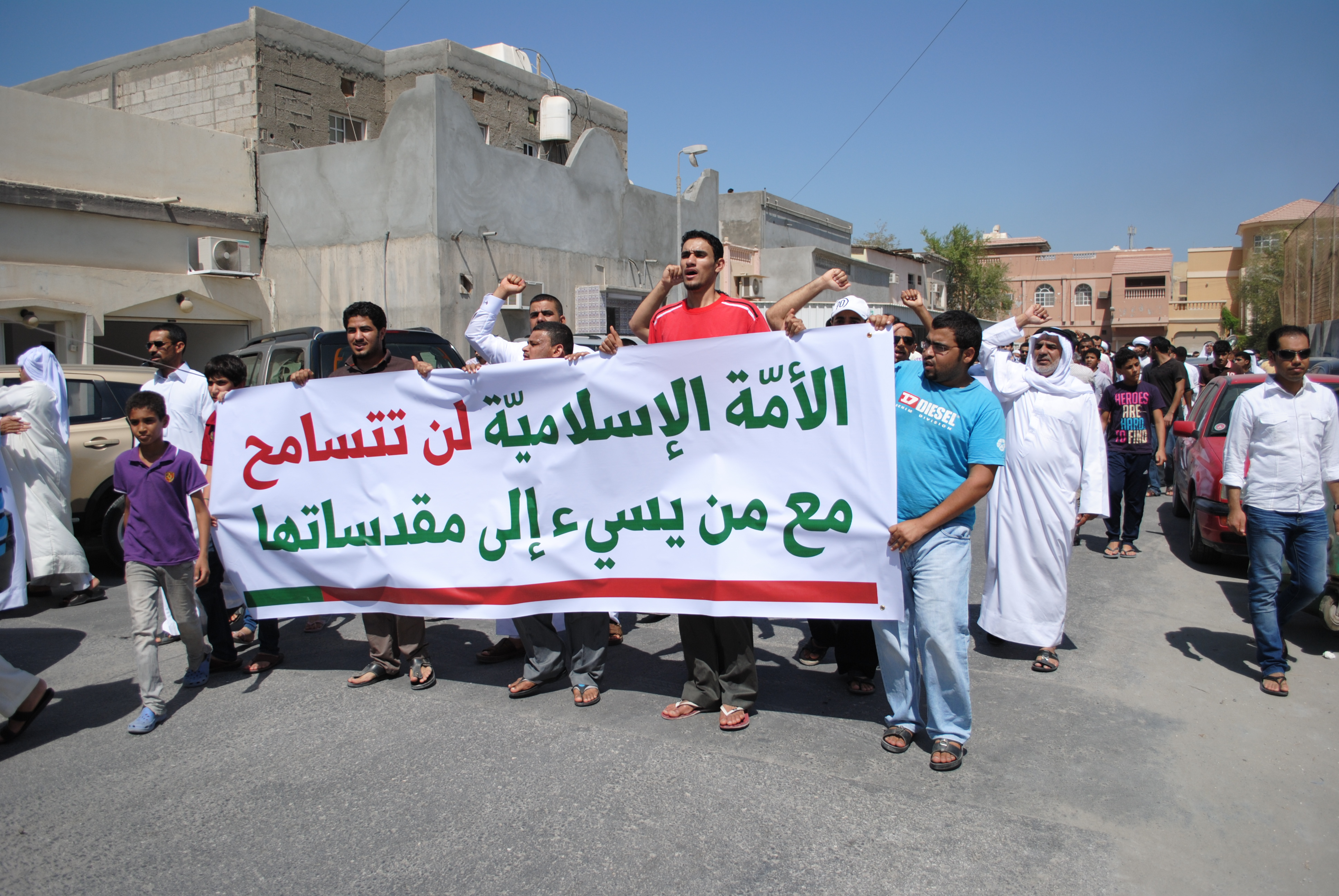
Акция протеста в Бахрейне

После того, как египетское телевидение показало 11 сентября несколько эпизодов из фильма, а трейлер фильма был распространён в интернете, в Египте, Ливии, Тунисе и других мусульманских странах начались массовые беспорядки у дипломатических представительств США.
11 сентября 2012 года начались акции протеста, организованные салафитами и футбольными болельщиками, у посольства США в Каире. Около 3 тысяч демонстрантов окружили посольство, а затем сменили флаг США на флаг с шахадой на арабском языке, а стены посольства были исписаны оскорблениями в адрес США — государства, не имеющего отношения к фильму. Для защиты посольства к нему были стянуты армейские силы, которые, совместно с полицией, взяли посольство в живое кольцо. Египетское движение «Братья-мусульмане» призвало провести общенациональную акцию протеста 14 сентября против фильма.
13 сентября у здания посольства США в Тунисе прошли протесты, спровоцированные фильмом. Протестующие, число которых составило около 200 человек, были разогнаны полицией с применением слезоточивого газа и резиновых пуль. В этот же день демонстранты атаковали посольство США в Йемене. Они сожгли несколько машин и сумели проникнуть на территорию посольства, но были оттеснены службой безопасности. Сотрудники посольства в Йемене были эвакуированы в безопасное место.
Опасаясь акций протеста после пятничной молитвы, МИД Германии распорядился закрыть свои представительства на 14 сентября в странах Северной Африки, а также в Афганистане и Пакистане. Однако 14 сентября в столице Судана Хартуме около 5 тысяч протестующих попытались взять штурмом посольства Великобритании и Германии. Полицией был применён слезоточивый газ, однако протестующим удалось проникнуть на территорию посольства Германии и сорвать флаг этой страны и заменить его на «знамя ислама».
15 сентября в Сиднее у здания генерального консульства США прошла несанкционированная демонстрация последователей ислама, которые скандировали антиамериканские лозунги и протестовали против фильма. При попытке демонстрантов прорваться к консульству полиция применила слезоточивый газ, а протестующие забросали её камнями и бутылками.
В Пакистане арестовали предпринимателя, отказавшегося участвовать в акциях протеста против фильма «Невинность мусульман». Ранее в городе Хайдарабад на юге Пакистана демонстранты потребовали у местного предпринимателя Хаджи Насруллы Хана в знак солидарности закрыть около 120 магазинов, владельцем которых он является. Когда предприниматель отказался, один из арендаторов обвинил его в том, что он таким образом поддерживает создателей антиисламского фильма. Разъярённая толпа мусульман разграбила дом предпринимателя и окружила полицейский участок, отказываясь уйти, пока подозреваемому не предъявят обвинения.
Из-за акций против фильма в Пакистане погибло 19 человек и ранено около двухсот. В целом, протесты привели к сотням раненых и более 50 смертельных случаев.

### Призывы к убийствам
- Богослов Ахмед Ашуш (лидер «Группы джихада») призвал молодых мусульман к убийству авторов фильма. После убийства, он считает, что урок «поймут все свиньи и обезьяны в Америке и Европе»[39].
- Министр железнодорожного сообщения Пакистана Гулам Ахмед Билур объявил о вознаграждении, равном $ 100 000, для того, кто убьёт автора фильма «Невинность мусульман»[40]. Кроме вознаграждения за убийство, он призвал к данному действию лидеров террористических организаций «Талибан» и «Аль-Каида», активистам которых он тоже даст деньги, если они совершат убийство режиссёра. Министр понимает, что его слова являются преступлением, но, по его мнению, «нет иного выхода заставить богохульников бояться»[41]. «Я призываю наших братьев из движения Талибан и Аль-Каиды присоединиться к народу Пакистана в этой священной миссии. Они должны участвовать в этом деле, угодном Аллаху наравне с другими. Тем, кто преуспеет, я заплачу 100 тысяч долларов», «И если в будущем кто-нибудь сделает что-нибудь столь же богохульное, то я опять заплачу 100 тысяч за его убийство», — заявил министр[42]. Пресс-секретарь правительства Пакистана прокомментировал заявление Билура следующим образом: «Нам очень стыдно, что один из самых либеральных министров говорит такие нелепые вещи»[43].
- Радикальные исламисты пригрозили Германии терактами в связи с американским фильмом «Невинность мусульман». Восьмистраничный документ подписан именем немецкого исламиста Абу Ассада. Он утверждает, что актёр, который играет в фильме пророка Мухаммада, немец по происхождению. Абу Ассад призывает также отомстить за карикатуры на Мухаммада, которые распространяла ранее немецкая националистическая организация Pro NRW[нем.]. В обращении к братьям-мусульманам он предлагает отомстить немецким политикам, которые разрешили демонстрировать эти рисунки, и гражданам, которые их в этом поддержали. Исламист предлагает обезглавливать врагов ислама, а убийства снимать на камеру и распространять видео в интернете, чтобы преподать урок всей Германии и Европе[44].

### Теракты

#### Убийства дипломатов США
В Ливии посол США Кристофер Стивенс и трое дипломатов были убиты в результате нападения на консульство США в Бенгази 11 сентября 2012 года. Машина, в которой находился посол, пытавшийся покинуть консульство, была расстреляна из гранатомётов (по другим данным, посол отравился ядовитыми парами горения после обстрела консульства из гранатомётов), а само консульство было разграблено и сожжено. Ответственность за нападение, по разным данным, лежит либо на боевиках группировки «Ансар аш-Шариа», либо на одной из двух других группировок бывших повстанцев — «Бригады 17 февраля» и «Бригады последователей шариата».

#### Взрыв микроавтобуса
В Кабуле женщина с «жилетом смертника» из-за фильма совершила теракт против иностранцев. Взрыв произошёл, когда микроавтобус с рабочими следовал в кабульский международный аэропорт. Погибли 10 человек, среди них — 9 иностранцев. Ответственность взяла на себя группировка «Хезб-и-ислами».

## Распространение и запреты

### Блокирование доступа к сайтам
Исламские страны
12 сентября в Афганистане на 1,5 часа был закрыт доступ к сайту YouTube, на котором был размещён трейлер фильма. По другим данным, власти Афганистана заблокировали доступ ко всем сервисам компании Google.
Вечером 12 сентября компания Google, владеющая сайтом YouTube, приняла решение заблокировать доступ к трейлеру для пользователей из Египта и Ливии, однако удалять видео она отказалась. Кроме того, доступ к трейлеру был заблокирован для Индии и Индонезии в связи с нарушением законов этих стран.
17 сентября премьер-министр Пакистана распорядился закрыть доступ к YouTube на территории страны из-за отказа компании Google удалить трейлер с сайта.
18 сентября в Бангладеш был заблокирован доступ к YouTube, а 19 сентября аналогично поступил Судан.

### Решения о запрете фильма
Западные страны
Барак Обама, выступая на 67-й сессии Генеральной ассамблеи ООН в Нью-Йорке, заявил, что он не может запретить видео, поскольку не может нарушить свободу слова, несмотря на то, что «оно оскорбляет и миллионы наших граждан». «Наша конституция предусматривает свободу слова. Так, я как президент США и верховный главнокомандующий этой страны принимаю ужасные вещи, которые люди говорят про меня», — сказал Обама.
Суд бразильского города Сан-Паулу обязал интернет-сервис YouTube в десятидневный срок снять с показа фильм «Невинность мусульман» в силу его провокационного характера.
Израиль
15 октября 2012 года окружной суд Иерусалима отклонил требование члена Кнессета Талеба ас-Саны к компании GOOGLE ISRAEL LTD с требованием блокировки доступа к ролику с территории Израиля. Судья Мирьям Мизрахи отклонила иск на основании защиты свободы слова.
Казахстан
21 сентября Генеральная прокуратура Казахстана инициировала судебное производство о признании экстремистским видеофильма «Невиновность мусульман».
4 октября Сарыаркинский районный суд Астаны признал фильм «Невинность мусульман» экстремистским и запретил его показ на территории Казахстана.
Кыргызстан
Первомайский суд города Бишкек запретил показ и распространение в Киргизии «Невинности мусульман».
Россия
17 сентября стало известно, что Генпрокуратура РФ подготовила иск в суд о признании фильма экстремистским. В свою очередь, Роскомнадзор призвал операторов связи заблокировать доступ к фильму до решения суда по иску. Он же рекомендовал СМИ не размещать ссылки на фильм или эпизоды самого фильма, обещая, в противном случае, принять меры вплоть до приостановления деятельности. По словам главы Минкомсвязи РФ, если иск будет удовлетворён, а компания Google откажется заблокировать доступ к фильму для пользователей из России, то, в соответствии с недавно принятым законом, на территории РФ будет заблокирован доступ к YouTube, но он был блокирован частично. Уже на следующий день, 18 сентября, омский филиал Ростелекома, по требованию прокурора Омской области, на 7 часов заблокировал доступ к сайту YouTube для жителей города Омска и Омской области. 21 сентября доступ к сайтам YouTube и ВКонтакте был закрыт в Волгограде. 22 сентября доступ к YouTube заблокировал ряд провайдеров Дагестана, а 24 сентября все региональные провайдеры Чечни.
28 сентября 2012 года Ленинский районный суд Грозного на основании искового обращения Министерства по национальной политике, печати и информации Чеченской республики приостановил распространение фильма на территории России. Министр по национальной политике, печати и информации Мурат Тагиев сообщил, что судом было установлено, что «непринятие необходимых мер по пресечению неконтролируемого распространения, оскорбляющего религиозные чувства социально-классового провокационного видеоматериала, может повлечь серьёзные негативные последствия, связанные с дестабилизацией политической обстановки во всем регионе, значительная часть населения которого исповедует ислам». Кроме того Тагиев следующим образом дал оценку обстоятельствам запрета: «Фильм повествует о жизни пророка Мухаммеда и его сподвижников в искажённой и оскорбительной форме. В связи с этим мы обратились в Ленинский районный суд с иском признать данный фильм экстремистским и разжигающим межконфессиональную и межнациональную рознь на религиозной почве. Иск был удовлетворён» и определено, что «до вступления в силу решения по настоящему гражданскому делу принять меры обеспечения в виде приостановления распространения любым способом видеофильма „Невинность мусульман“, ранее размещённого на странице в vk.com/video, видеохостинга YouTube в сети Интернет, в этой сети и любых других источниках». Член комиссии по информационной политике Совета Федерации Р. У. Гаттаров заявил «Интерфаксу», что «данное решение является абсолютно правильным, и мы в Совете Федерации удовлетворены именно таким вердиктом суда» и его принятие означает после вступления его в законную силу Роскомнадзор должен будет сразу же заблокировать сайты Рунета, где размещены данный фильм или его отрывки, и добавил, что «если до этого судебного решения Роскомнадзор мог лишь просить тех или иных провайдеров или владельцев сайта удалить или заблокировать демонстрацию этого „откровенно провокационного“ фильма, то теперь это будет уже решение данного ведомства, обязательное для исполнения». Кроме того он отметил следующее: «Суд, проведя своё заседание в Грозном с участием представителей федеральных ведомств, в том числе Роскомнадзора, а также представителей сотовых операторов, вынес вердикт, который обязателен для исполнения на федеральном уровне. Суд вынес решение, руководствуясь законом, и по действующему законодательству, решение любого суда на территории РФ, касающееся публикации или обнародования материалов экстремистского толка, должно исполняться на территории Российской Федерации». Член комитета Совета Федерации по правовым и судебным вопросам, доктор юридических наук М. М. Капура высказал мнение что вынесенное решение принято «во благо и с тем, чтобы не допустить каких-то неоправданных последствий». В то же время источник «Интерфакс» в Генеральной прокуратуре Российской Федерации сообщил, что Ленинский районный суд принял не решение о признании фильма экстремистским материалом, а только вынес в виде обеспечительной меры определение направленное на недопущение его распространения: "Вынесенное Ленинским районным судом Грозного определение по иску министерства Чеченской республики по национальной политике, печати и информации является промежуточным, в качестве обеспечительной меры «в виде приостановления распространения любым способом видеофильма „Невинность мусульман“». Окончательное решение должно быть принято позже".
1 октября 2012 года Тверской суд Москвы признал «Невинность мусульман» экстремистским фильмом, мотивировочную часть решения огласили 5 октября. Если решение не будет обжаловано, оно вступит в силу только через 30 дней и только после этого фильм будет включён в список экстремистских материалов. Представитель Уполномоченного по правам человека в Российской Федерации М. И. Одинцов просил оставить заявление прокуратуры без рассмотрения, так как в рассмотрении должна была принять участие другая сторона — авторы и правообладатели фильма, в противном случае это нарушит ряд норм российского и международного законодательства. Кроме того против запрета фильма с открытым обращением к Президенту России В. В. Путину обратился ряд общественных деятелей, включая галериста Марата Гельмана, телеведущего Владимир Кара-Мурза, эколога Сурена Газаряна, архитектора Евгения Асса, юриста Елену Лукьянову и депутата муниципального собрания Ясенево Константина Янкаускаса, которые заявили: «Мы призываем власть не выполнять требования мировых террористических организаций и не запрещать ни данный фильм, ни другие возмущающие религиозных экстремистов произведения искусства, а также не применять меры к интернет-ресурсам, где есть доступ к этим фильмам, книгам и картинам». По их мнения это «далеко не первый случай, когда отношение к произведению искусства используется как повод для разгула насилия и популяризации невежества и религиозного фундаментализма» и в качестве примеров приводят вынужденную эмиграцию автора «Сатанинских аятов» Салмана Рушди, убийство режиссёра короткометражного фильма «Submission» Тео Ван Гога и карикатурный скандал. Авторы обращения высказали мнение, что «очевидно, что этот повод используют для шантажа цивилизованного мира самые чёрные силы мирового терроризма, пытающиеся запугать и навязать свою волю современной цивилизации». По их мнению запрет фильма приведёт к тому, что «эта эпоха останется в качестве позорной страницы, когда великая страна склонилась перед напором варварства, невежества и религиозного фундаментализма».
8 ноября 2012 года Суд Астраханской области ограничил доступ к фильму «Невиновность мусульман».
21 ноября 2012 года для россиян доступ к скандальному фильму был заблокирован, разблокирован доступ к видеохостингу YouTube в Дагестане.
В Чечне не было доступа к видеохостингу YouTube до 2016 года.
26 декабря копия трейлера, расположенная на сайте YouTube, была внесена в Федеральный список экстремистских материалов (под номером 1589).